# Jessica January
Jessica January (Richfield, 14 gennaio 1995) è una cestista statunitense.

## Carriera
È stata selezionata dalle Connecticut Sun al terzo giro del Draft WNBA 2017 (28ª scelta assoluta).